# Кубок Дании по волейболу среди женщин
Кубок Дании по волейболу среди женщин — ежегодное соревнование женских волейбольных команд Дании. Проводится с 1976 года.

## Формула соревнований
Соревнования проходят по системе плей-офф («осень-весна»). Победители четвертьфинальных матчей в формате «финала четырёх» определяют призёров розыгрыша Кубка. В финале розыгрыша 2024/25 «Хольте» победил «Орхус СВ Элите» 3:1

## Победители
| - 1976 «Орхус СВ» - 1977 «Орхус СВ» - 1978 «КФУМ Хельсингёр» - 1979 «КФУМ Хельсингёр» - 1980 «КФУМ Хельсингёр» - 1981 «Орхус СВ» - 1982 «КФУМ Хельсингёр» - 1983 «КФУМ Хельсингёр» - 1984 «КФУМ Хельсингёр» - 1985 «КФУМ Хельсингёр» - 1986 «КФУМ Хельсингёр» - 1987 «Хольте» - 1988 «Хольте» - 1989 «Орхус СВ» - 1990 «Орхус СВ» - 1991 «Фортуна» Оденсе - 1992 «Хольте» - 1993 «Хольте» - 1994 «Хольте» - 1995 «Фортуна» Оденсе - 1996 «Хольте» - 1997 «Хольте» - 1998 ДХГ Оденсе - 1999 «Хольте» - 2000 турнир не проводился | - 2001 ДХГ Оденсе - 2002 ДХГ Оденсе - 2003 «Хольте» - 2004 ДХГ Оденсе - 2005 «Люнгбю» Конгенс-Люнгбю - 2006 «Фортуна» Оденсе - 2007 «Фортуна» Оденсе - 2008 «Фортуна» Оденсе - 2009 «Хольте» - 2010 «Фортуна» Оденсе - 2011 «Фортуна» Оденсе - 2012 «Брённбю» - 2013 «Хольте» - 2014 «Хольте» - 2015 «Брённбю» - 2016 «Брённбю» - 2017 «Брённбю» - 2018 «Хольте» - 2019 «Брённбю» - 2020 «Хольте» - 2021 «Хольте» - 2022 «Брённбю» - 2023 «Хольте» - 2024 «Орхус СВ Элите» - 2025 «Хольте» |